# 查诺克斯
查诺克斯（英語：Charnocks）是加勒比海岛国巴巴多斯南海岸的一座村庄，行政上由基督堂区管辖，位于泰姆博托姆和盖姆斯威克之间，靠近格兰特利·亚当斯机场。